# Pteromalus syrphi
Pteromalus syrphi är en stekelart som beskrevs av Johan Wilhelm Dalman 1820. Pteromalus syrphi ingår i släktet Pteromalus och familjen puppglanssteklar.
Artens utbredningsområde är Sverige. Arten är reproducerande i Sverige. Inga underarter finns listade i Catalogue of Life.